# Antonio Zara
Antonio Zara (San Felice del Molise, 20 novembre 1953 – Fiumicino, 17 dicembre 1973) è stato un militare italiano della Guardia di Finanza, ucciso nell'attentato di Fiumicino del 1973 e successivamente decorato con la medaglia d'oro al valor militare.

## Biografia
Arruolatosi nella Guardia di Finanza il 10 novembre 1972, frequentò i corsi di addestramento presso il II Battaglione di Portoferraio ed il III Battaglione di Mondovì. Il 10 agosto 1973 venne trasferito alla Compagnia Aeroporti di Roma e assegnato in particolare alla Compagnia Speciale di Sicurezza dell'aeroporto "Leonardo da Vinci" di Fiumicino.
Il 17 dicembre 1973 un gruppo di terroristi palestinesi, dopo aver lanciato due bombe in un aereo della Pan Am uccidendo 30 passeggeri, prese degli ostaggi e si impadronì di un aereo Lufthansa, pronto al decollo. Il finanziere Zara, che era in servizio doganale, cercò di fermarli sulla pista prima che salissero sull'aereo ma, sorpreso alle spalle da uno dei terroristi, venne ucciso dopo un tentativo di reazione con una raffica di mitra.

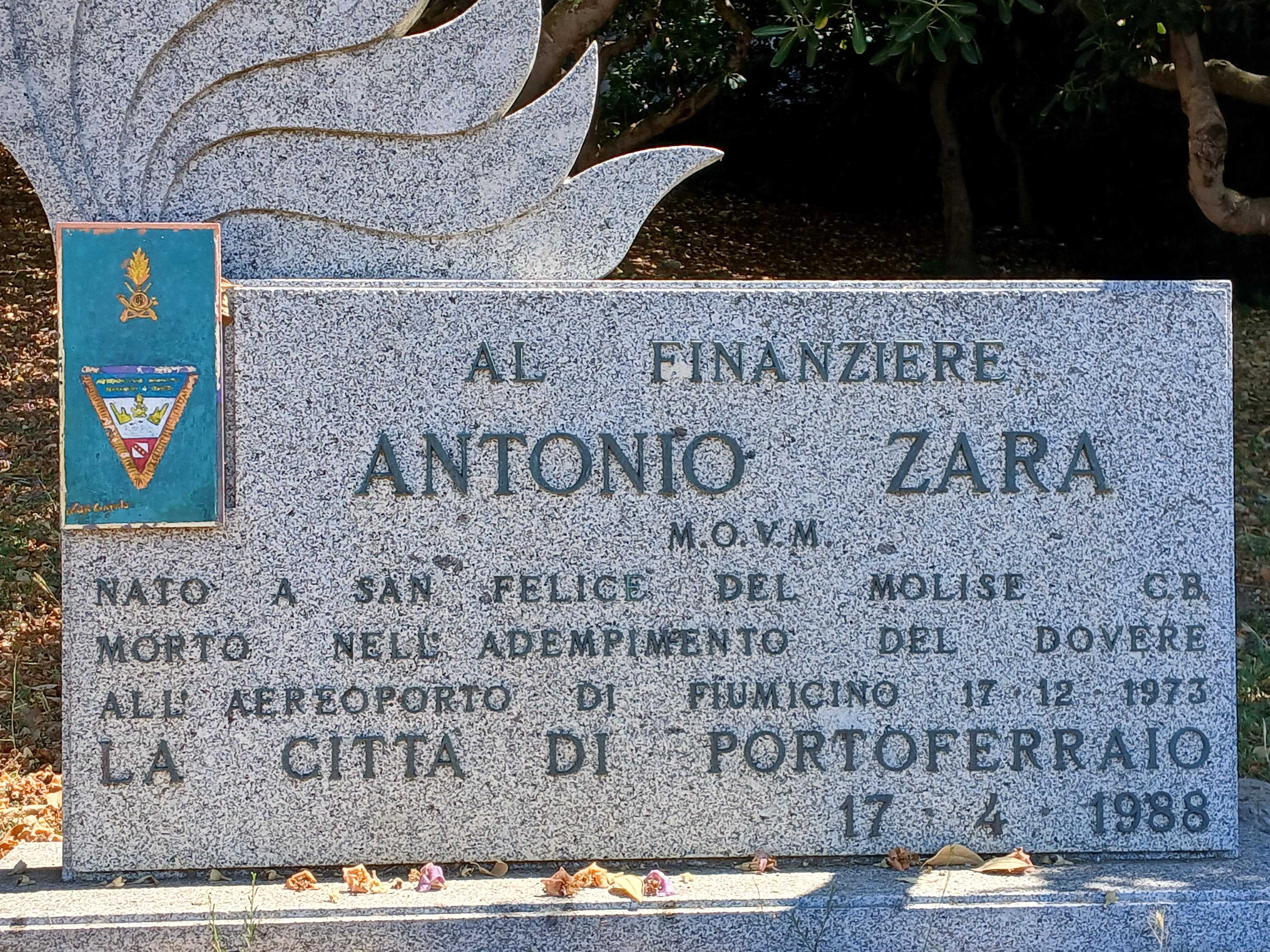
Lapide in memoria di Antonio Zara

Decorato con la medaglia d'oro al valor militare, a lui sono intitolate la caserma sede del Comando Regionale Molise della Guardia di Finanza a Campobasso, una via all'interno dell'aeroporto di Fiumicino, una via nel Comune di Oristano dove insiste la Caserma sede dei reparti del Corpo della Guardia di Finanza nella provincia e una classe di motovedette della Guardia di Finanza. Il comune di Portoferraio inoltre gli ha dedicato una lapide commemorativa.